# Ixworth
Ixworth är en by och en civil parish i distriktet West Suffolk i Suffolk i England. Orten har 2 177 invånare (2001).